# かわさきノルフィン

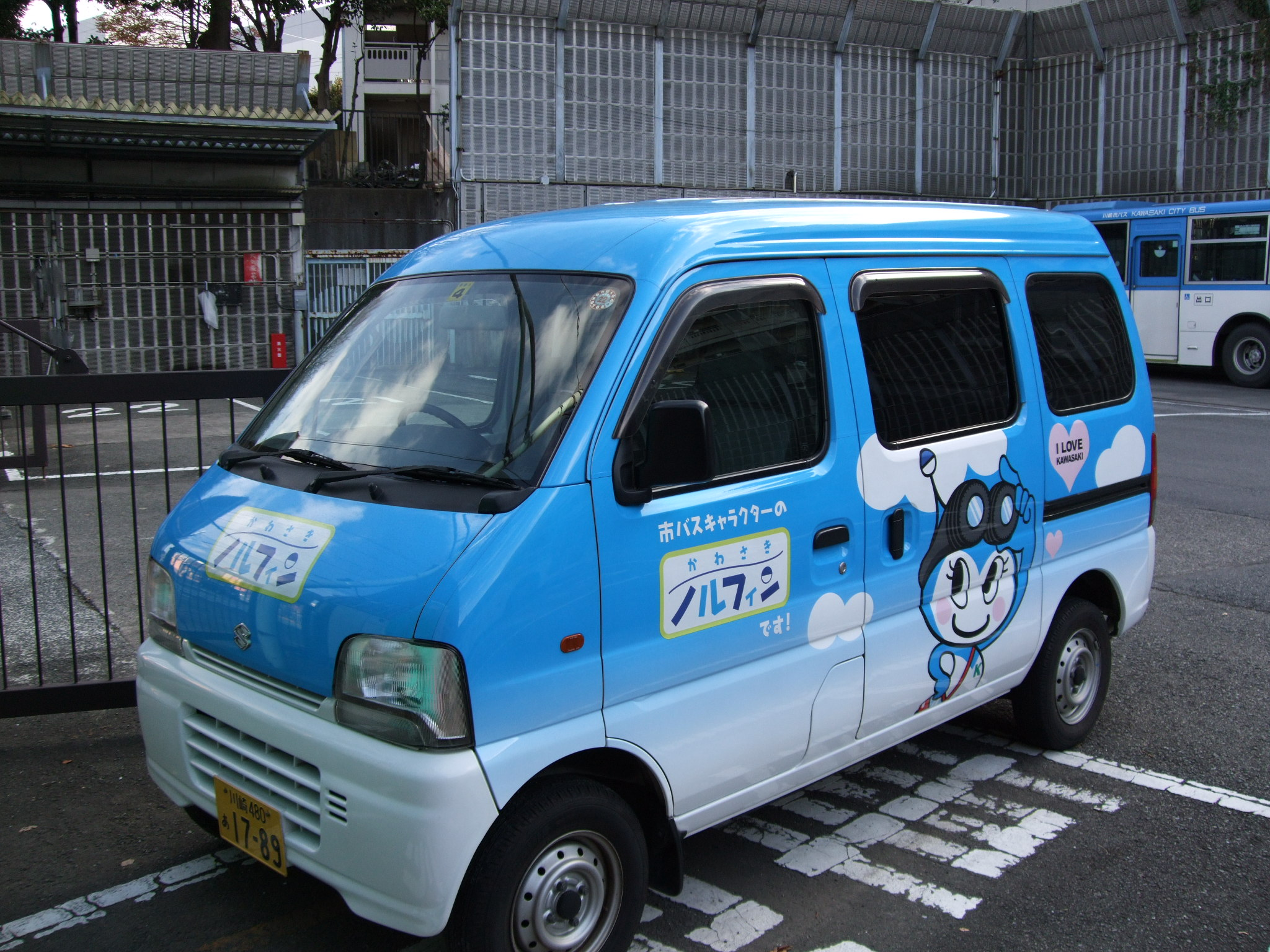
川崎市バスの職用車

かわさきノルフィンとは、川崎市交通局のイメージキャラクターである。

## 概要
川崎市交通局では、同局の交通事業イメージアップの一環として「子供から大人までだれもが親しめる市バスのイメージキャラクター」の作成をコンペ形式で外注し、2007年10月26日に同局ウェブサイトで決定したキャラクターを公表するとともにその愛称の募集を開始した。2008年2月5日、応募作品1,521件の中から「かわさきノルフィン」を選出した。「ノルフィン」は「市バスに乗る」と英語elfinの「エルフィン」を組み合わせた造語である。
キャラクターは愛称がつく前から活躍を開始、2007年11月3日の「かわさき市民祭り」が着ぐるみのお披露目となった。従来も市バスやバス停を擬人化したキャラクターは存在したが、コンペの末に作成されたキャラクターは、靴の部分が市バスを模したローラースケート風になっているほかは全体的に妖精、ロボットその他人間を擬したものになっている。そして、親しみやすさを感じさせるだけでなく、着ぐるみ化も容易なデザインに仕上がっている。
2008年3月からラッピングバスが塩浜営業所に1台配属され、1日10本程度運行。2009年には別デザインのラッピングバス1台が鷲ヶ峰営業所に導入された。またノルフィンのステッカーが貼られたバスが全営業所で計104台在籍している。その他に携帯ストラップや記念バス共通カードなども販売された。